# Malacoctenus delalandii
Malacoctenus delalandii är en fiskart som först beskrevs av Valenciennes, 1836.  Malacoctenus delalandii ingår i släktet Malacoctenus och familjen Labrisomidae. Inga underarter finns listade i Catalogue of Life.